# Despertador de viaje

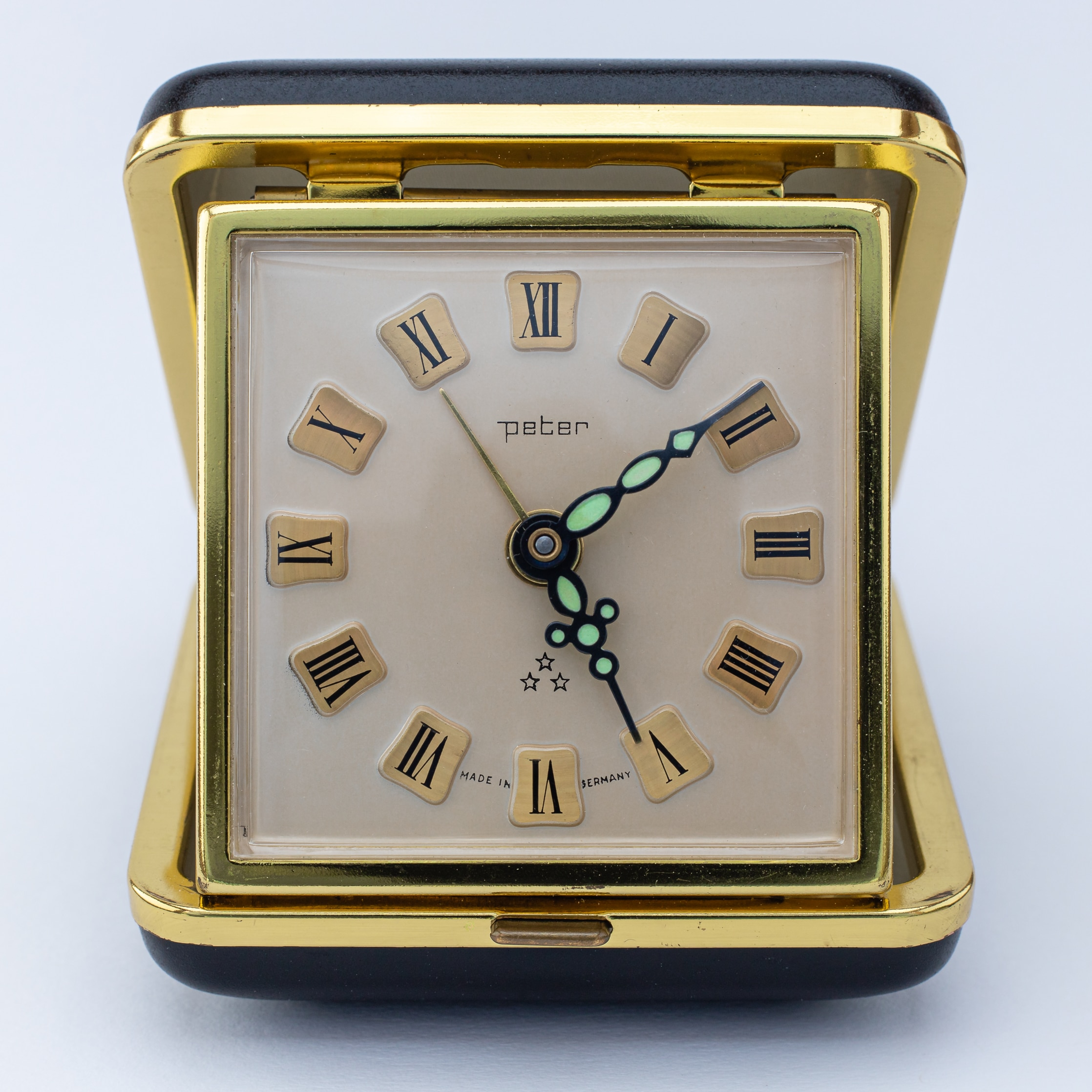
Despertador de viaje Peter, alrededor de 1960

Un despertador de viaje o en algunos casos, despertador de petaca, es un despertador cuya característica primordial es que debe que tener unas medidas, diseño y peso, que lo hagan fácilente transportable durante un viaje, por lo que normalmente suele estar contenido en una caja o estuche que debe dejar pasar la señal acústica para poder despertar del sueño a la hora establecida o recordar una cita concreta. 

## Historia
Durante mucho tiempo, los relojes fueron artículos de lujo. Para la mayoría de la población, el sueño terminaba cuando amanecía o cuando cantaba el gallo. Los pocos que debían levantarse antes del amanecer eran despertados por el vigilante nocturno. Sin embargo, los relojes con una función de alarma adicional han existido durante tanto tiempo como los relojes clñasicos , es decir, desde el siglo XIV. . La obra maestra de Dante, su " Divina Comedia " de 1320, hay una descripción muy precisa de un reloj equipado con un mecanismo de campanas.
Se han conservado descripciones de relojes de agua desde la antigüedad, en los que el nivel del agua en un recipiente indicaba la hora. En la mayoría se insertaban flotadores, que activaban campanas o figuras a través de una palanca cuando llegaba a cierto nivel de llenado. En los monasterios del siglo XII, los despertadores con señales de campana recordaban a las personas que cumplieran con los tiempos de oración. Sin embargo, esos "relojes" no han llegado hasta nuestros días, más que en forma de manuscritos. 
Los despertadores más antiguos que se conservan son los relojes de pared que indicaban a los guardias de la torre que tocaran las campanas de la iglesia. Estos llamados relojes de torre datan de los siglos XV y XVI..

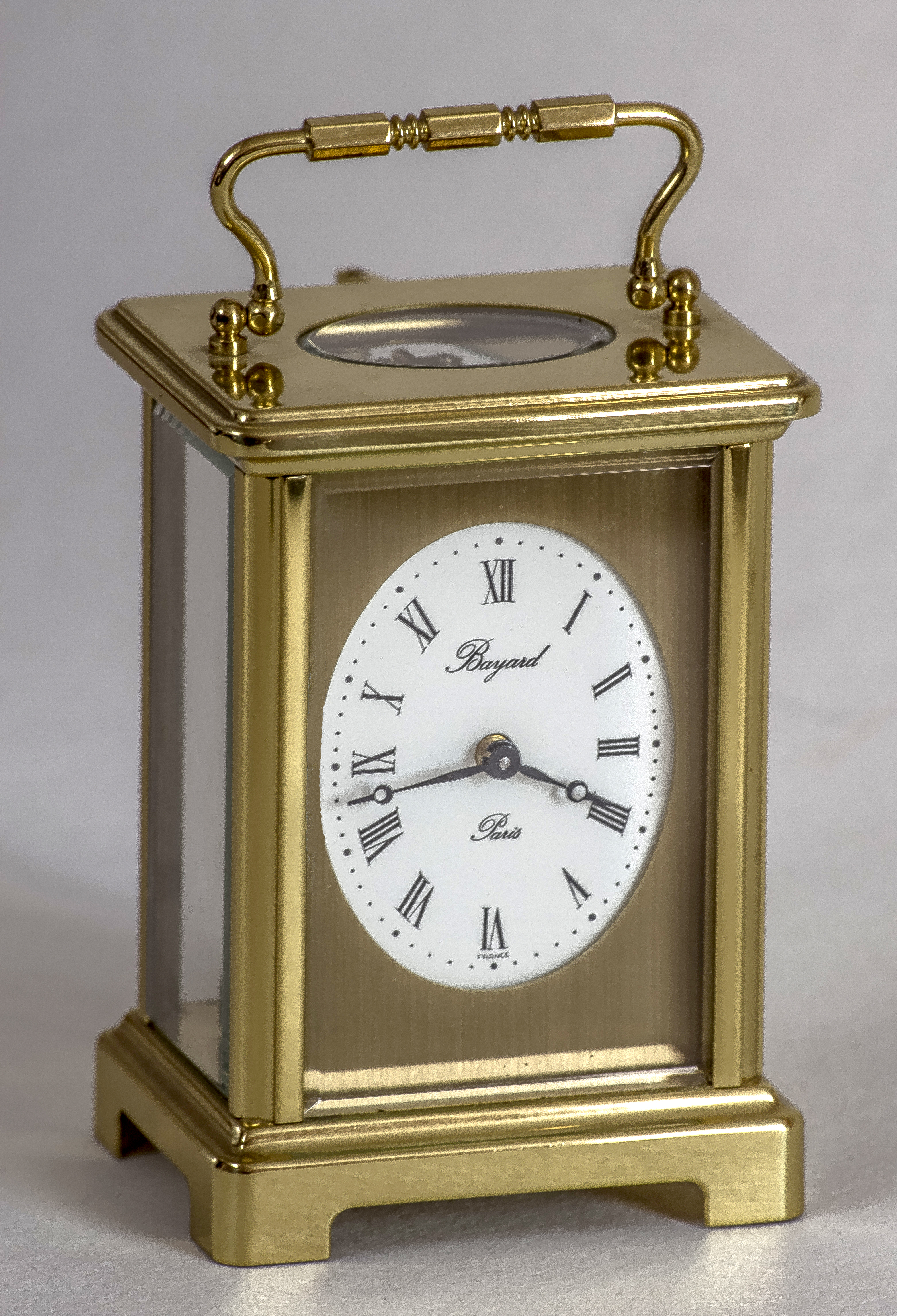
Despertador de viaje tipo "Pendule_de voyage"

### Renacimiento y Barroco
Con la invención del volante y el resorte como depósito de energía, los despertadores s incluyendo  función de alarma, se volvieron portátiles. Eran populares como accesorios de lujo para ciudadanos ricos y nobles. Sin embargo, aún no debían ser utilizados en el viaje, sino únicamente en los cuarteles de noche o en el lugar de llegada.
Para viajar en carruaje o a caballo, de los siglos XVII al XIX Relojes de bolsillo un poco encombrantes con alarma. Indican el uso previsto en su nombre "relojes de carruaje" . Estos relojes de carruaje mantenían un tiempo razonablemente preciso a pesar de los baches y el balanceo de los caminos llenos de baches.
Con el cambio de la era moderna, aparecieron los primeros despertadores de viaje, los "despertadores de los oficiales", que se usaban principalmente para despertar a los oficiales.  En los círculos adinerados, estos relojes portátiles eran valorados como compañeros de viaje. Por lo tanto, también fueron llamados "Pendule de Voyage".
A partir de las décadas de 1860 y 1870, el “despertador de París”, producido inicialmente en Francia, era muy compacto. A diferencia de su contraparte estadounidense, todavía tenía un mecanismo de relojería con placas y engranajes sólidos. Este despertador con un péndulo corto estaba más dirigido a los hogares de clase media baja.

### Industrialización

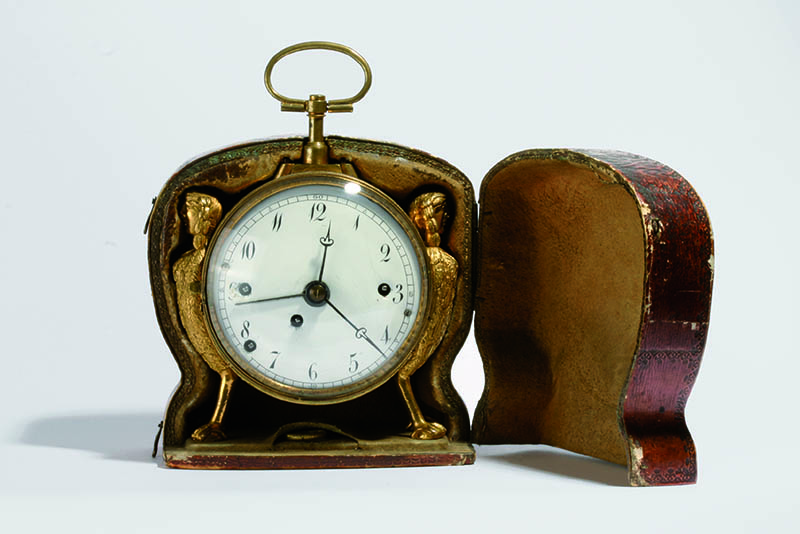
Despertador de viaje, Viena alrededor de 1820

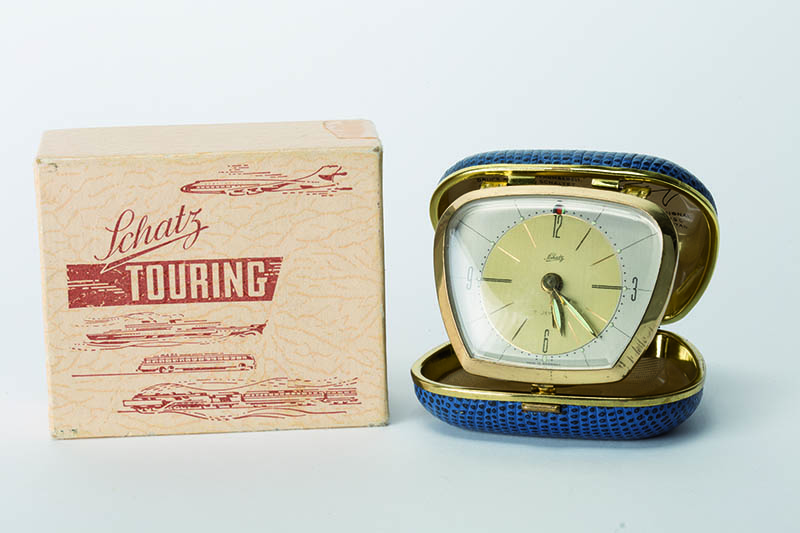
Despertador de petaca, Schatz, Triberg alrededor de 1956

A finales del siglo XIX, los trabajadores y empleados tenían que llegar a tiempo al trabajo. Durante mucho tiempo, los robustos relojes de madera de los talleres y fábricas de la Selva Negra fueron la forma más económica de despertarse de forma fiable. Los relojes de mesa de fabricación industrial con función de alarma basados en el modelo americano de los "cottage clocks" eran algo más caros.
A principios del siglo XX, el despertador de viaje se adaptó al gusto de la época. La campana adjunta desapareció, la pared trasera  servía como caja de resonancia. Los colores fuertes le dieron a los despertadores un aspecto amigable. Se crearon innumerables formas para que todos pudieran encontrar “su” despertador. También se mejoró la  el movimiento alarma : había despertadores con repetidor, con tono hinchado o con movimiento suave. Gracias a los ferrocarriles y a los automóviles, el despertador pasó a usarse a menudo en los viajes. Hay despertadores de viaje con una caja especial para este propósito.
Un despertador de viaje de pulsera fue patentado en 1908 por la empresa Eterna. Los modelos de despertador de viaje de tipo reloj de pulsera más conocidos fueron el Memovox de Jaeger-LeCoultre en 1950 y el Duofon de Pierce en 1955. Si bien las viviendas se adaptaron al gusto contemporáneo de la sociedad, la tecnología se mantuvo igual durante mucho tiempo. Solo con la electrónica cambió la construcción de los mecanismos de los despertadores de viaje. La revolución del cuarzo y la tecnología del radio reloj aseguraron que los despertadores de viaje de alta precisión pronto estuvieran disponibles por poco dinero.
Desde finales del siglo XX y principios del siglo XXI, los despertadores de viaje fueron reemplazados poco a poco, ya que están incorporados como una característica adicional en muchos dispositivos que contienen un reloj, como teléfonos móviles o teléfonos inteligentes con sistemas de alarma integrados y el despertador de viaje fue quedando relegado al olvido.

## Despertador de petaca

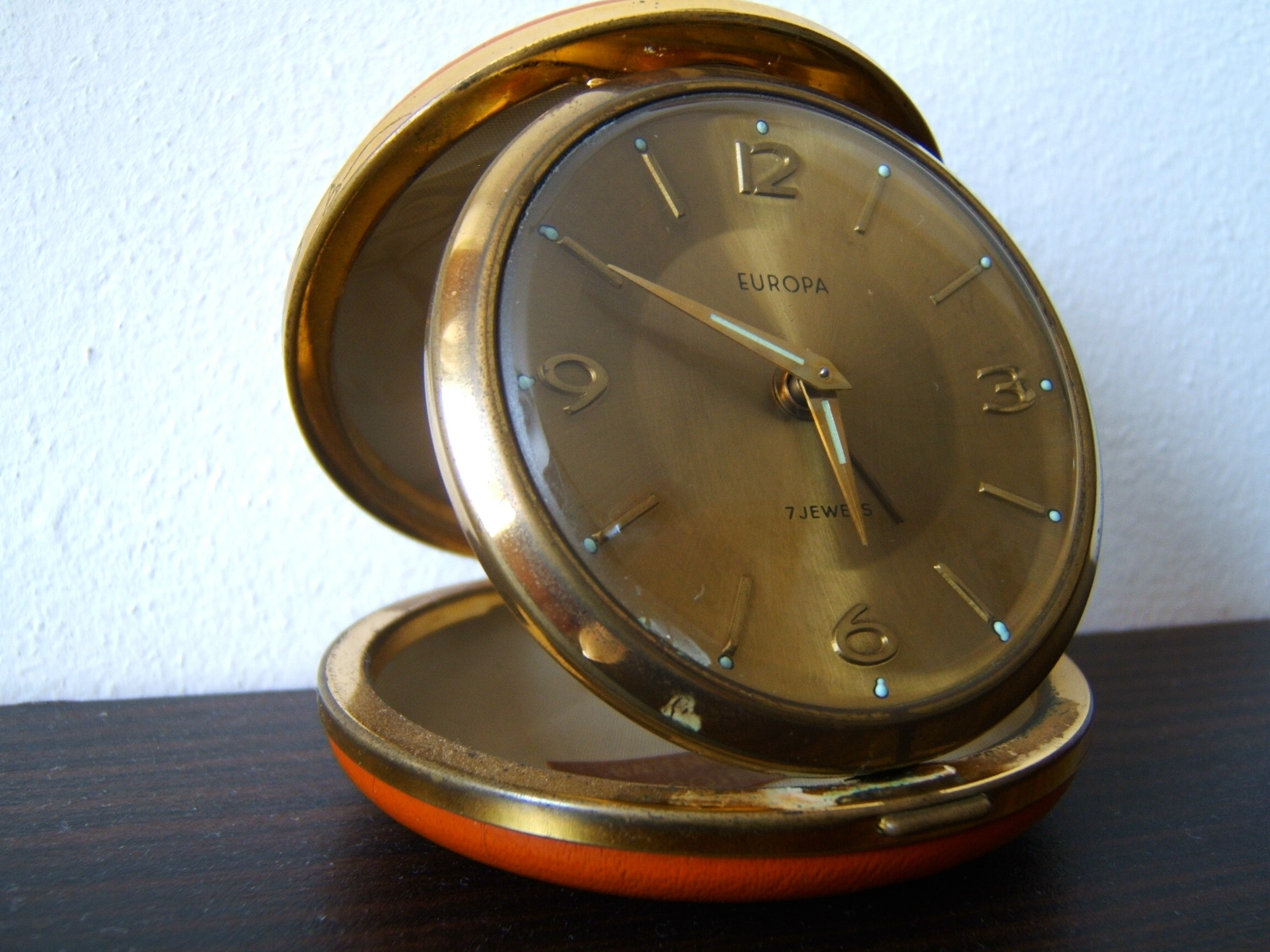
Reloj de petaca Europa, 1960

Con la invención de los relojes portátiles en el siglo XVI, el despertador de viaje se volvió móvil gracias al resorte como acumulador de energía y al volante . En la década de 1920, despertadores de viaje se fabricaron en masa con una movilidad cada vez mayor. Al principio se parecían a los despertadores de viaje de épocas anteriores, se les cubrió con un elegante estuche que protegía el reloj mientras viaje. Por la noche se sacaba el reloj de la funda protectora y se colocaba sobre la mesita de noche. Más tarde, la maquinaria se unió de forma fija mediante una bisagra a la funda en forma de petaca. Así el estuche no solo protegía el despertador, sino que también era su soporte .

## Pantalla digital

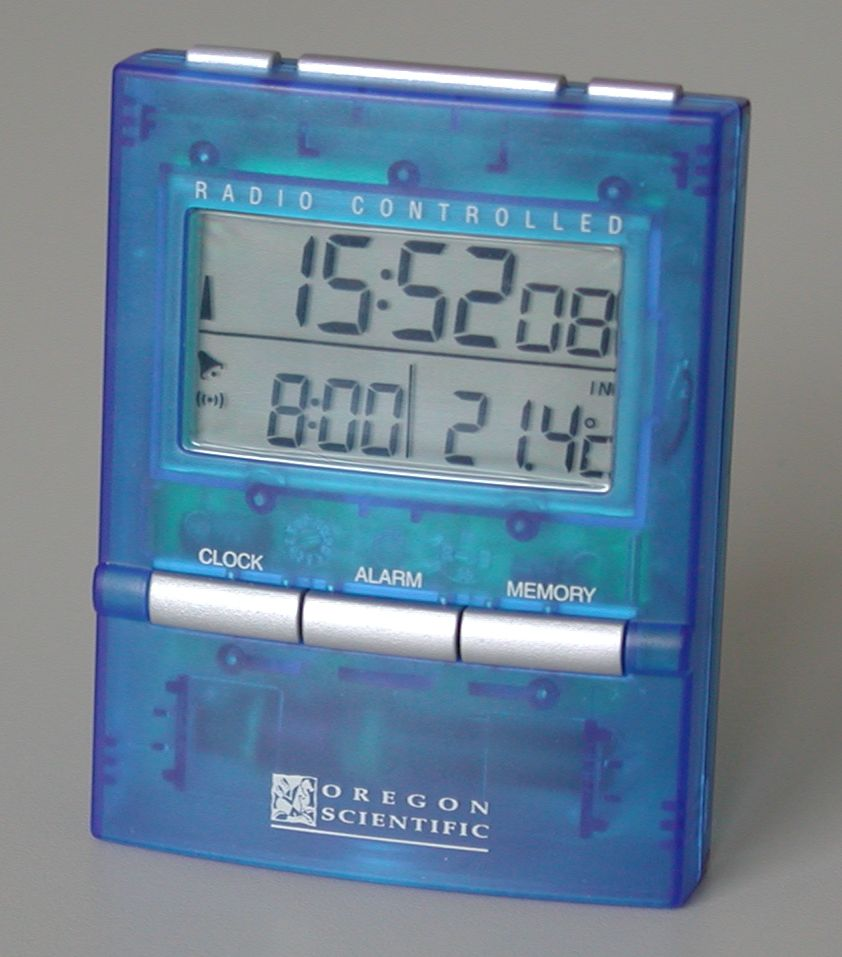
Despertador de viaje digital

Los despertadores de viaje digitales tienen un mecanismo de relojería electrónico con la opción de mostrar varios datos a través de la pantalla. Eso permite integrar numerosas funciones adicionales que serían difíciles o imposibles de implementar en despertadores mecánicos o electromecánicos. Además de las funciones adicionales habituales de los relojes digitales, en algunos modelos se pueden prefijar alarmas adicionales que también pueden depender del día de la semana, o un despertador automático cuando la temperatura exterior desciende por debajo de un valor especificado.

## Botón de repetición
El botón de repetición ( en inglés: snooze button ) se utiliza para interrumpir brevemente la alarma del despertador (para continuar "durmiendo"). La alarma vuelve a sonar después de un cierto período de tiempo, según el dispositivo, al cabo de cinco o diez minutos. Esta interrupción puede repetirse tantas veces como desee, finalmente, la alarma solo se puede apagar desactivando el botón de alarma. El botón de repetición generalmente está diseñado para que sea fácil de encontrar en la oscuridad. Además de este botón, Braun introdujo varios modelos en la década de 1980 cuya alarma también se podía parar mediante "control de voz"

## Galería

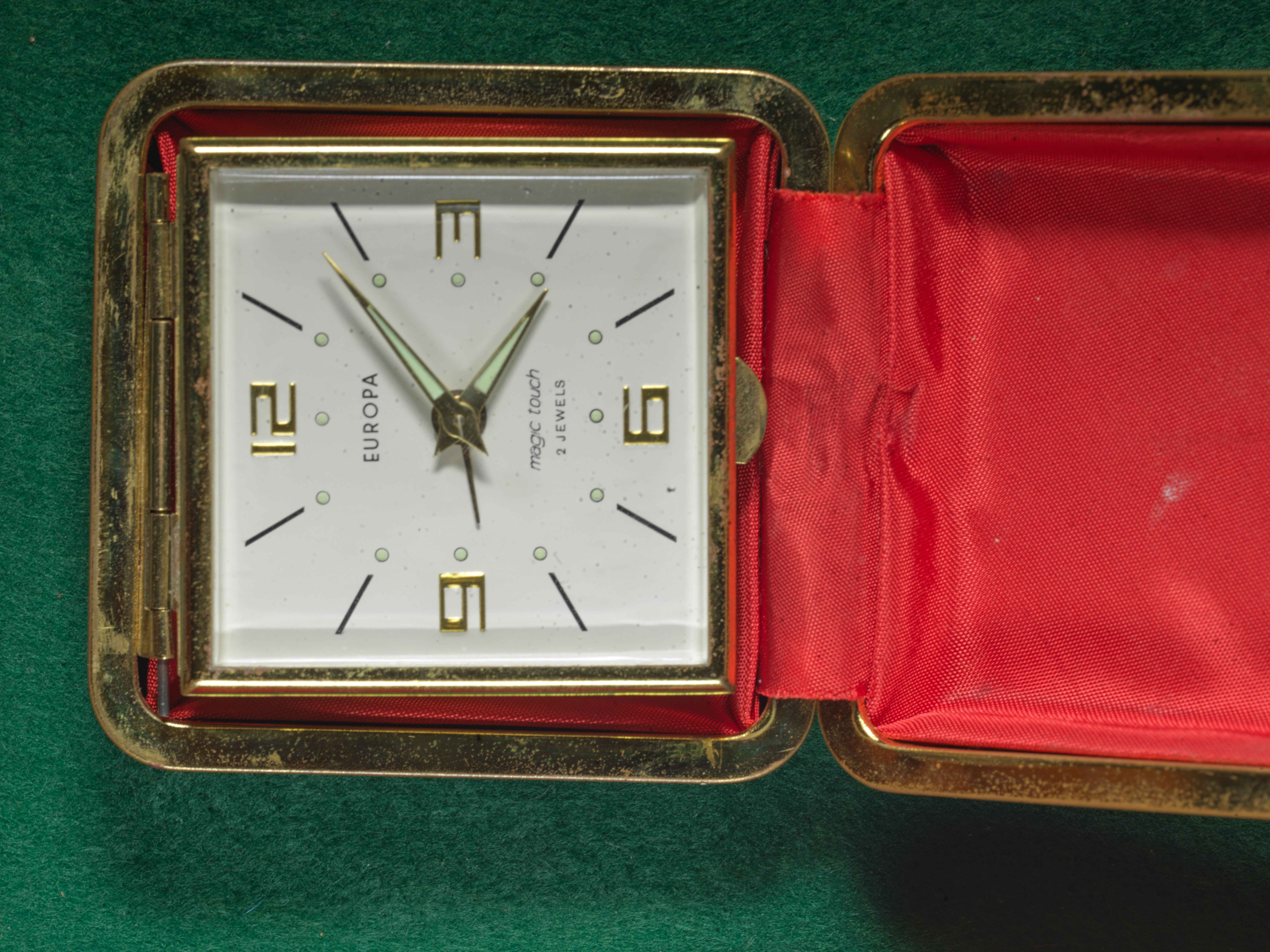
Despertador de petaca Europa
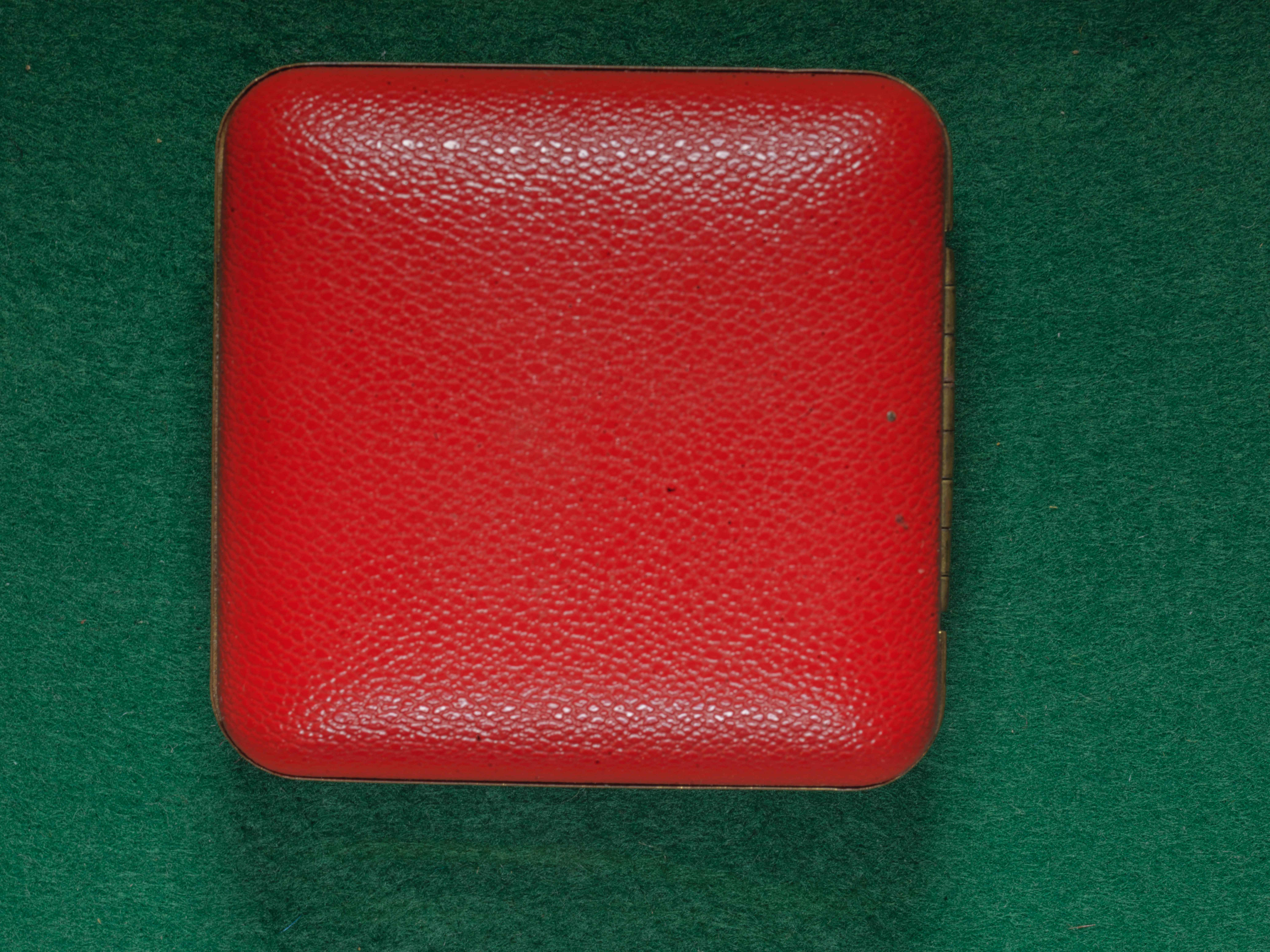
Despertador de petaca Europa
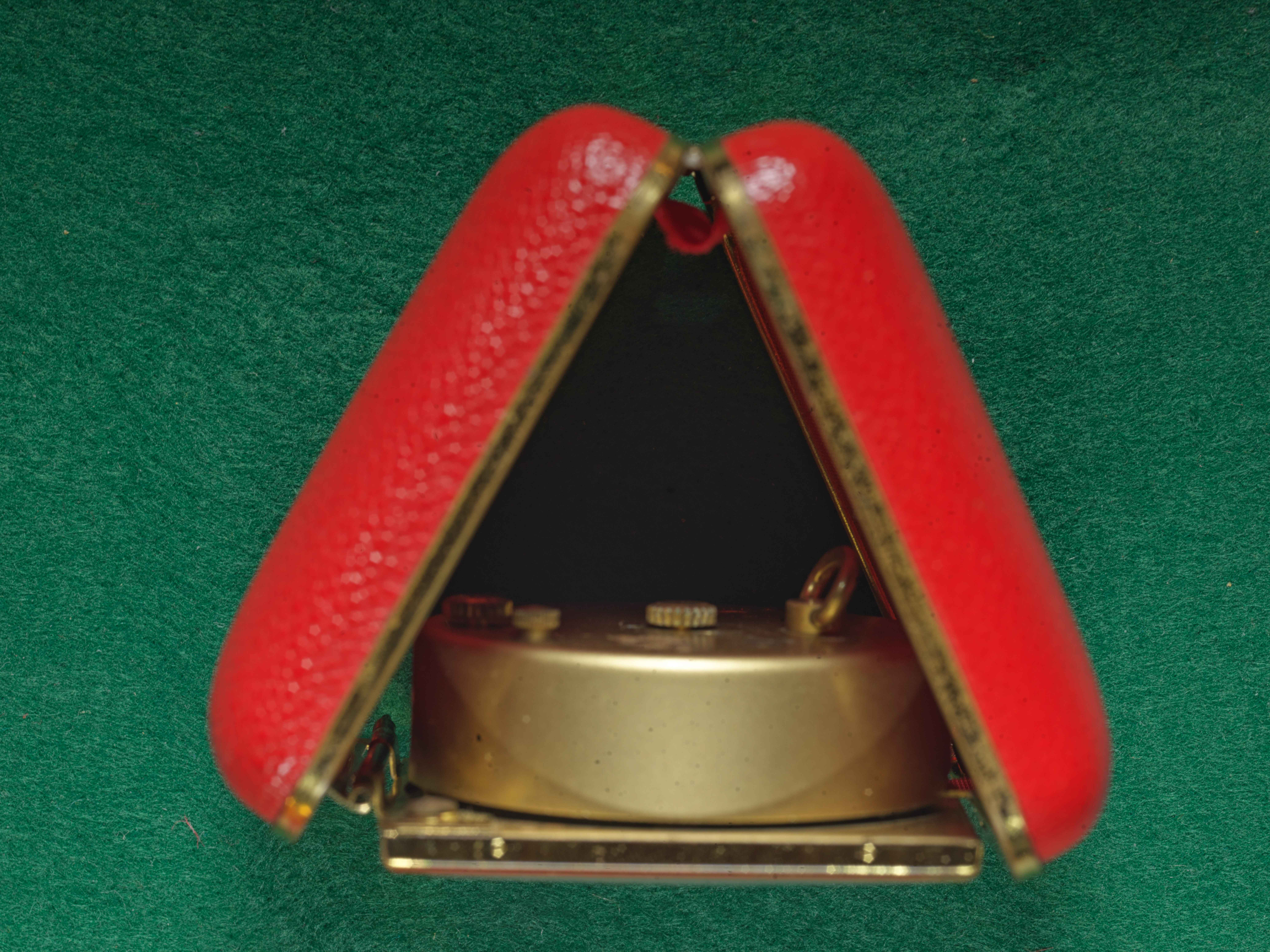
Despertador de petaca Europa